# Asambleas Legislativas de las provincias de Canadá
Las Asambleas Legislativas son los órganos que ejercen el Poder legislativo en las provincias y territorios de Canadá. La asamblea legislativa de cada provincia, junto con el vicegobernador de la provincia, forman la legislatura de la provincia (que se llama parlamento o asamblea general en algunas provincias). Históricamente, varias provincias tenían legislaturas bicamerales, pero finalmente todas disolvieron su cámara alta o la fusionaron con su cámara baja.

## Lista de Asambleas Legislativas

### Provincias
| Provincia | Provincia                 | Asamblea Legislativa                                 | Asientos | Año de creación |
| --------- | ------------------------- | ---------------------------------------------------- | -------- | --------------- |
|           | Alberta                   | Asamblea Legislativa de Alberta                      | 87       | 1905            |
|           | Columbia Británica        | Asamblea Legislativa de Columbia Británica           | 87       | 1871            |
|           | Isla del Príncipe Eduardo | Asamblea Legislativa de la Isla del Príncipe Eduardo | 27       | 1893            |
|           | Manitoba                  | Asamblea Legislativa de Manitoba                     | 57       | 1876            |
|           | Nuevo Brunswick           | Asamblea Legislativa de Nuevo Brunswick              | 49       | 1891            |
|           | Nueva Escocia             | Asamblea General de Nueva Escocia                    | 51       | 1928            |
|           | Ontario                   | Asamblea Legislativa de Ontario                      | 107      | 1867            |
|           | Quebec                    | Asamblea Nacional de Quebec                          | 125      | 1868            |
|           | Saskatchewan              | Asamblea Legislativa de Saskatchewan                 | 61       | 1905            |
|           | Terranova y Labrador      | Asamblea General de Terranova y Labrador             | 40       | 1949            |

### Territorios
| Territorio | Territorio               | Asamblea Legislativa                                 | Asientos | Año de creación |
| ---------- | ------------------------ | ---------------------------------------------------- | -------- | --------------- |
|            | Nunavut                  | Asamblea Legislativa de Nunavut                      | 22       | 1999            |
|            | Territorios del Noroeste | Asamblea Legislativa de los Territorios del Noroeste | 19       | 1975            |
|            | Yukón                    | Asamblea Legislativa de Yukón                        | 19       | 1978            |